# Peliosanthes macrostegia
Peliosanthes macrostegia är en sparrisväxtart som beskrevs av Henry Fletcher Hance. Peliosanthes macrostegia ingår i släktet Peliosanthes och familjen sparrisväxter. Inga underarter finns listade i Catalogue of Life.